# Milcah Chemos Cheywa
Milcah Chemos Cheywa (* 24. Februar 1986 im Mount Elgon District in der Provinz Western) ist eine kenianische Langstreckenläuferin, die sich auf den Hindernislauf spezialisiert hat.
Zu Beginn ihrer Karriere startete sie im Mittelstreckenlauf. Nachdem sich hier jedoch keine Erfolge einstellten, wechselte sie im März 2009 zum Hindernislauf. Schon wenige Monate später zahlte sich diese Entscheidung für sie aus. Bei den Weltmeisterschaften in Berlin gewann sie in persönlicher Bestzeit von 9:08,57 min die Bronzemedaille hinter der Spanierin Marta Domínguez und der Russin Julija Sarudnewa. Weil man Domínquez später disqualifizierte, wurde ihr die Silbermedaille zuerkannt.
Bei den Afrikameisterschaften 2010 in Nairobi holte Cheywa den Titel im Hindernislauf. Außerdem gewann sie in dieser Disziplin die Gesamtwertung der IAAF Diamond League. Dabei siegte sie in vier von sieben Einzelrennen der Serie und belegte in den anderen drei jeweils den zweiten Rang. Darüber hinaus gewann sie bei den Commonwealth Games in Neu-Delhi die Goldmedaille. Bei den Weltmeisterschaften 2011 in Daegu wiederholte sie ihren Erfolg von Berlin mit einer Bronzemedaille. Wie auch schon bei den Weltmeisterschaften in Berlin, wurde die Siegerin später disqualifiziert und ihr die Silbermedaille zuerkannt. In London holte sie bei den Olympischen Spielen 2012 die Bronzemedaille, obwohl sie von den Experten als Topfavoritin auf den Titel gehandelt wurde. Ein Jahr später wurde sie in Moskau Weltmeisterin.

## Bestleistungen
- 3000 m: 8:43,92 min, 31. August 2009, Zagreb
- 3000 m Hindernis: 9:07,14 min, 7. Juni 2012, Oslo